# Raisa O’Farrill
Raisa O’Farrill Bolaños (* 17. April 1972 in Cifuentes, Provinz Villa Clara; † 30. Mai 2023) war eine kubanische Volleyballnationalspielerin.
O’Farrill gewann mit der kubanischen Nationalmannschaft zweimal die Goldmedaille bei den Olympischen Spielen 1992 und 1996. Hinzu kamen Gold bei der Weltmeisterschaft 1994 sowie zahlreiche Siege beim Volleyball World Grand Prix und anderen internationalen Wettbewerben.

## Privates
O’Farrill war mit dem kubanischen Leichtathleten Emilio Valle verheiratet.